# Unione Sportiva Livorno 1934-1935
Questa voce raccoglie le informazioni riguardanti l'Unione Sportiva Livorno nelle competizioni ufficiali della stagione 1934-1935

## Stagione
La stagione 1934-1935 per il Livorno è una stagione amara, culminata con la retrocessione in Serie B. Il 23 settembre 1934 (dopo una sola amichevole contro il Pisa) morì improvvisamente per una peritonite acuta la giovane promessa mirandolese Libero Lolli, appena giunto dopo due buone stagioni nel Perugia in serie B. Il buon campionato disputato nella stagione precedente è solo uno sbiadito ricordo, gli amaranto segnano con il contagocce, la posizione precaria in classifica caratterizza tutto il torneo. L'allenatore amaranto è il boemo Franz Hänsel, poi sostituito da Karl Stürmer, ma neppure il cambio di allenatore gioverà alla causa. Nelle ultime due giornate di campionato con Sampierdarenese e Torino ci si gioca la salvezza, all'Ardenza con i liguri l'assedio al fortino non sortisce effetti, nello scontro diretto finale in quel di Torino la rete di Prato permette al Toro di salvarsi ed è l'arrivederci del Livorno alla massima serie.

## Rosa
| N. |                      | Ruolo | Calciatore         |
| -- | -------------------- | ----- | ------------------ |
|    | Italia (bandiera)    | P     | Loris Borgioli     |
|    | Italia (bandiera)    | P     | Paolo Lami         |
|    | Italia (bandiera)    | D     | Alfredo Monza      |
|    | Italia (bandiera)    | D     | Wando Persia       |
|    | Italia (bandiera)    | D     | Marino Renner      |
|    | Uruguay (bandiera)   | C     | Ulisse Uslenghi    |
|    | Italia (bandiera)    | C     | Angelo Arcari      |
|    | Argentina (bandiera) | C     | Francisco Garraffa |
|    | Italia (bandiera)    | C     | Ferrero Alberti    |
|    | Italia (bandiera)    | C     | Libero Lolli       |

| N. |                      | Ruolo | Calciatore          |
| -- | -------------------- | ----- | ------------------- |
|    | Argentina (bandiera) | C     | José Agosto         |
|    | Italia (bandiera)    | A     | Giovanni Busoni     |
|    | Italia (bandiera)    | A     | Mario Magnozzi      |
|    | Italia (bandiera)    | A     | Nicola Ferrara      |
|    | Italia (bandiera)    | A     | Bruno Arcari        |
|    | Argentina (bandiera) | A     | Antonio Ferrara     |
|    | Italia (bandiera)    | A     | Giacomo Neri        |
|    | Italia (bandiera)    | A     | Giulio Cappelli     |
|    | Italia (bandiera)    | A     | Coriolano Pontiggia |

## Risultati

### Campionato

#### Girone di andata
| Arbitro: | Ciamberlini (Sampierdarena) |

|                                                                  |           |              |
| Bisigato 18’ Guarisi 37’ (rig.) 79’, 81’ Piola 64’ Fantoni I 74’ | Marcatori | 34’ Uslenghi |

| Arbitro: | Corradini (Bologna) |

|            |           |             |
| Busoni 13’ | Marcatori | 88’ Galli I |

| Arbitro: | Sassi (Roma) |

|                     |           |                         |
| De Manzano 58’, 61’ | Marcatori | 1’ Busoni 5’ Ferrara II |

| Arbitro: | Mazza (Genova) |

|                |           |  |
| Ferrara II 42’ | Marcatori |  |

| Arbitro: | Barlassina (Milano) |

|                                   |           |            |
| Busoni 36’, 58’, 84’ Magnozzi 80’ | Marcatori | 30’ Ottani |

| Arbitro: | Caironi (Milano) |

|                                               |           |                     |
| Barale 17’ Celoria 50’ Cattaneo 55’ Notti 80’ | Marcatori | 86’ (aut.) Lombardo |

| Arbitro: | Levrero (Genova) |

|            |           |                            |
| Busoni 13’ | Marcatori | 68’ Serantoni 87’ Borel II |

| Arbitro: | Scarpi (Dolo) |

|                                              |           |               |
| Fusco 9’ Guaita 10’, 48’, 66’ Bernardini 39’ | Marcatori | 86’ Arcari IV |

| Arbitro: | Pecchiura (Torino) |

|  |           |                            |
|  | Marcatori | 20’ Arcari III 60’ Moretti |

| Arbitro: | Pasinati (Venezia) |

|  |           |            |
|  | Marcatori | 10’ Busoni |

| Arbitro: | Scotto (Savona) |

|               |           |                                     |
| Arcari IV 25’ | Marcatori | 65’ Scagliotti 78’ (aut.) Arcari II |

| Arbitro: | Sassi (Roma) |

|                                       |           |  |
| Rier 9’, 84’ Bianchi 68’ Reggiani 77’ | Marcatori |  |

| Arbitro: | Bonivento (Venezia) |

|              |           |                                      |
| Cappelli 51’ | Marcatori | 38’, 81’ Sallustro I 87’ Ferraris II |

| Genova 27 gennaio 1935 14ª giornata | Sampierdarenese | 0 – 0 | Livorno | Stadio del Littorio\| Arbitro: \| Mattea (Torino) \| |
| Arbitro:                            | Mattea (Torino) |       |         |                                                      |

| Arbitro: | Carminati (Milano) |

|             |           |               |
| Alberti 30’ | Marcatori | 26’ Baldi III |

#### Girone di ritorno
| Arbitro: | Scorzoni (Bologna) |

|  |           |                      |
|  | Marcatori | 40’ Uneddu 80’ Piola |

| Arbitro: | Mattea (Torino) |

|                                                          |           |              |
| Demaria I 14’ Meazza 17’, 79’ Vecchi 19’ De Vincenzi 21’ | Marcatori | 90’ Magnozzi |

| Arbitro: | Gonani (Ravenna) |

|  |           |                               |
|  | Marcatori | 55’, 88’ Piccaluga 72’ Pepoli |

| Arbitro: | Mattea (Torino) |

|          |           |                         |
| Mian 44’ | Marcatori | 8’ Ferrara I 51’ Busoni |

| Arbitro: | Sassi (Roma) |

|                                                    |           |  |
| Reguzzoni 12’ Schiavio 58’ Fiorini 59’ Fedullo 88’ | Marcatori |  |

| Arbitro: | Mastellari (Bologna) |

|              |           |  |
| Arcari IV 5’ | Marcatori |  |

| Arbitro: | Bertone (Milano) |

|                      |           |            |
| Varglien II 72’, 88’ | Marcatori | 90’ Busoni |

| Arbitro: | Mattea (Torino) |

|               |           |            |
| Arcari IV 24’ | Marcatori | 85’ Tomasi |

| Arbitro: | Scorzoni (Bologna) |

|             |           |              |
| Moretti 68’ | Marcatori | 36’ Cappelli |

| Arbitro: | Mastellari (Bologna) |

|                     |           |  |
| Uslenghi 67’ (rig.) | Marcatori |  |

| Arbitro: | Mazzarini (Roma) |

|  |           |            |
|  | Marcatori | 79’ Busoni |

| Arbitro: | Corradini (Bologna) |

|                                       |           |                    |
| Ferrara I 47’ Busoni 57’ Magnozzi 71’ | Marcatori | 6’ (aut.) Garraffa |

| Arbitro: | Scarpi (Dolo) |

|              |           |               |
| Rossetti 69’ | Marcatori | 24’ Arcari IV |

| Livorno 26 maggio 1935 29ª giornata | Livorno            | 0 – 0 | Sampierdarenese | Stadio Edda Ciano Mussolini\| Arbitro: \| Scorzoni (Bologna) \| |
| Arbitro:                            | Scorzoni (Bologna) |       |                 |                                                                 |

| Arbitro: | Mazzarini (Roma) |

|           |           |  |
| Prato 52’ | Marcatori |  |

## Statistiche

### Statistiche di squadra
| Competizione | Punti | In casa | In casa | In casa | In casa | In casa | In casa | In trasferta | In trasferta | In trasferta | In trasferta | In trasferta | In trasferta | Totale | Totale | Totale | Totale | Totale | Totale | DR  |
| Competizione | Punti | G       | V       | N       | P       | Gf      | Gs      | G            | V            | N            | P            | Gf           | Gs           | G      | V      | N      | P      | Gf     | Gs     | DR  |
| ------------ | ----- | ------- | ------- | ------- | ------- | ------- | ------- | ------------ | ------------ | ------------ | ------------ | ------------ | ------------ | ------ | ------ | ------ | ------ | ------ | ------ | --- |
| Serie A      | 24    | 15      | 5       | 4       | 6       | 15      | 18      | 15           | 3            | 4            | 8            | 13           | 36           | 30     | 8      | 8      | 14     | 28     | 54     | -26 |

### Statistiche dei giocatori
| Giocatore       | Serie A  | Serie A |
| Giocatore       | Presenze | Reti    |
| --------------- | -------- | ------- |
| J. Agosto       | 8        | 0       |
| F. Alberti      | 11       | 1       |
| A. Arcari (II)  | 27       | 1       |
| B. Arcari (IV)  | 22       | 4       |
| L. Borgioli     | 17       | -36     |
| G. Busoni       | 29       | 11      |
| G. Cappelli     | 11       | 1       |
| A. Ferrara (II) | 18       | 2       |
| N. Ferrara (I)  | 23       | 2       |
| F. Garraffa     | 21       | 0       |
| P. Lami         | 13       | -16     |
| M. Magnozzi     | 23       | 3       |
| A. Monza (II)   | 30       | 0       |
| G. Neri         | 12       | 0       |
| W. Persia       | 22       | 0       |
| C. Pontiggia    | 6        | 0       |
| M. Renner       | 7        | 0       |
| U. Uslenghi     | 30       | 2       |